# Kampen kirke (Stavanger)

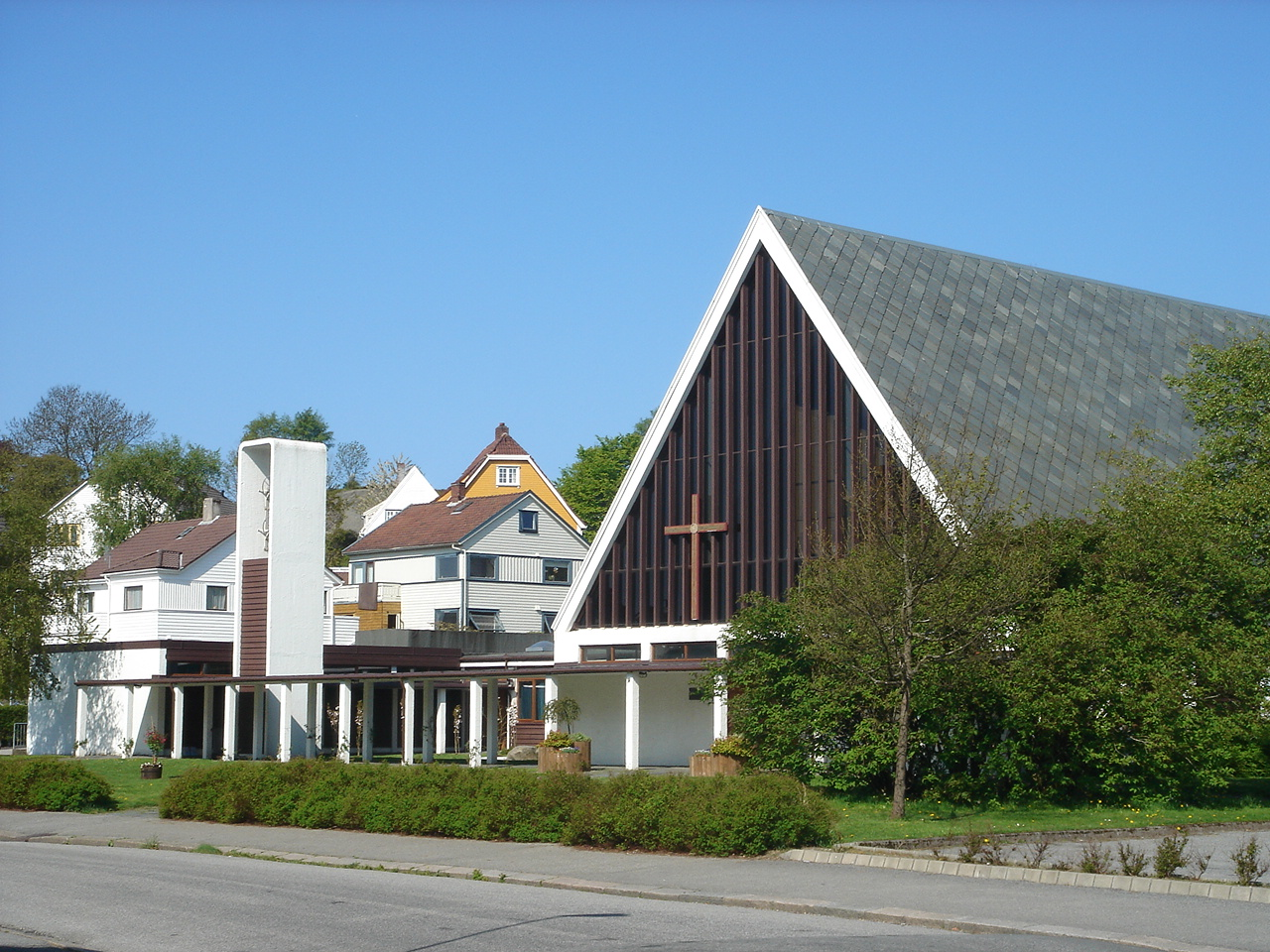
Kampen kirke in Stavanger.

Kampen kirke (deutsch „Kampen-Kirche“) ist ein Kirchengebäude der (evangelisch-lutherischen) Norwegischen Kirche in der Kommune Stavanger im Fylke Rogaland in Norwegen.

## Geschichte und Beschreibung
In den 1950er Jahren kam von den Kirchgemeinden in Stavanger der Wunsch nach mehr Platz in neuen Räumlichkeiten und nach einer weiteren neuen Kirche. Aufgrund der sehr begrenzten finanziellen Mittel entschied man sich die Kirche nicht im traditionellen Stil zu errichten. Die Kampen kirke wurde schließlich 1957 im Stil der Moderne von dem norwegischen Architekten T. Bryne in Stahlbeton gebaut. Die erste Sanierung der Kirche fand bereits 1967 statt. 
Das Bauwerk hat als sogenannte Langkirche (norwegisch langkirke) einen rechteckigen Grundriss und verfügt über 280 Sitzplätze.

## Kulturdenkmal
Die Kampen-Kirche in Stavanger ist als Kulturdenkmal unter der Nummer 84757 beim Riksantikvaren registriert worden.